# 빙핵

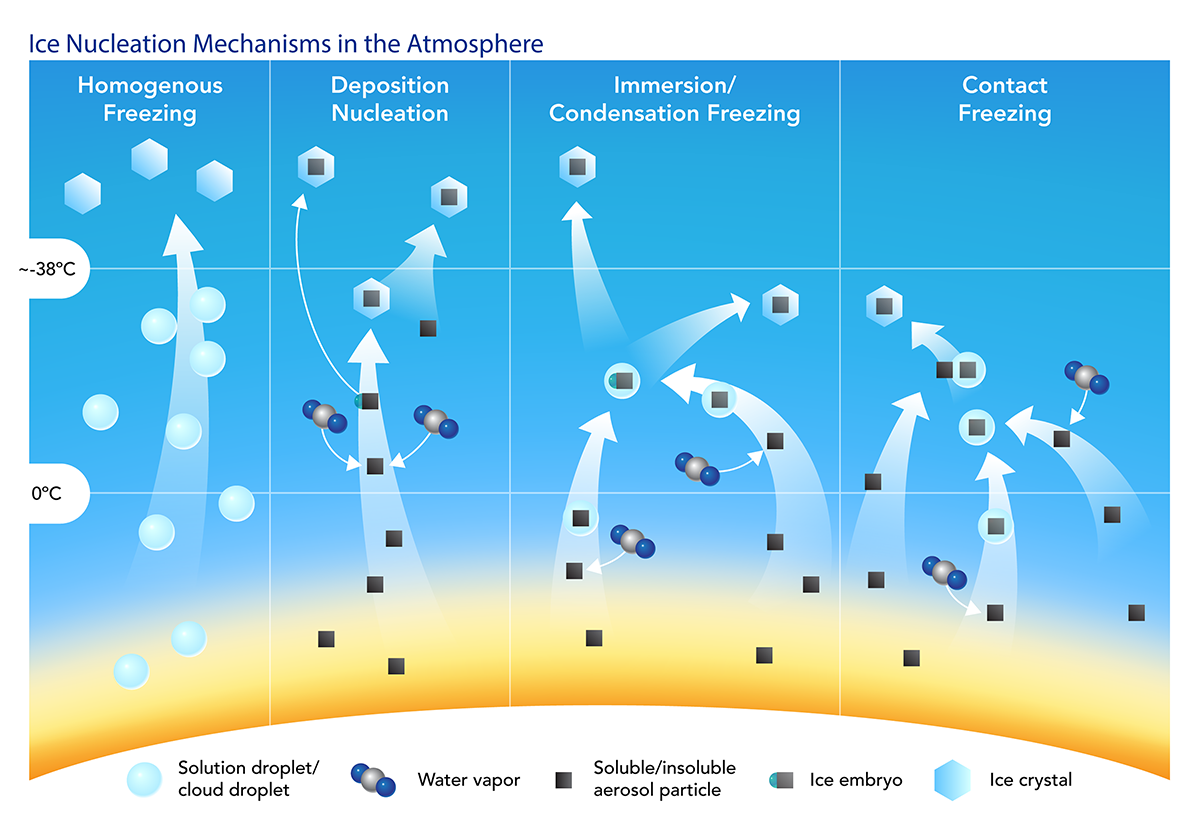
빙핵 생성 매커니즘

빙핵은 대기 중에 빙정이 형성되는 핵의 역할을 하는 입자이다.

## 매커니즘
대기 중에서 빙핵이 얼음 입자의 형성을 촉진할 수 있는 여러 매커니즘이 있다. 대류권 상부에서 수증기는 고체 입자 위에 직접 축적될수 있다. 액체가 과냉각 상태에서 지속될수 있는 약 -37°C보다 따뜻한 구름에서는 빙핵이 물방울을 동결시킬수 있다.

## 구름 역학
얼음 입자는 구름 역학에 큰 영향을 줄수 있다. 그들은 구름이 전기가 되어 번개를 일으킬수 있는 과정에서 중요하다고 알려져있다. 그들은 또한 빗방울의 씨앗을 형성할 수 있는 것으로 알려져있다.

## 대기 중 미립자 물질
다양한 종류의 대기 미립자 물질은 사막 먼지, 그을음, 유기물, 박테리아, 꽃가루, 진균 포자 및 화산재로 구성된 얼음 입자로 자연 및 인위적으로 작용할 수 있다. 그러나 정확한 대기 조건에 따라 각 유형의 정확한 핵 형성 잠재력이 크게 다르다. 이 입자의 공간적 분포, 얼음 구름 형성을 통한 지구 기후에 대한 전반적인 중요성, 그리고 인간 활동이 이러한 효과를 변화시키는데 중요한 역할을 하는지에 대해서는 거의 알려져있지 않다.

## 같이 보기
- 구름 응집핵
- 핵
- 눈 (날씨)
- 과냉각